# Sylvain Yvernault
Sylvain Yvernault est un homme politique français né le 28 novembre 1740 à La Châtre (Indre) et décédé le 2 septembre 1806 à Bourges (Cher).
Chanoine de Saint-Ursin à Bourges, il est député du clergé aux États généraux de 1789 pour le bailliage du Berry. D'abord partisan des réformes, il s'en éloigne et refuse de prêter le serment civique.

## Sources
- « Sylvain Yvernault », dans Adolphe Robert et Gaston Cougny, Dictionnaire des parlementaires français, Edgar Bourloton, 1889-1891 [détail de l’édition]